# ماريا باولا رومو
ماريا باولا رومو (من مواليد 4 يونيو 1979) سياسية من إكوادور شغل منصب وزير الحكومة في عهد الرئيس لينين مورينو.
كانت عضوًا في الجمعية التأسيسية التي صاغت دستور الإكوادور الحالي بين عامي 2007 و2008. وفازت لاحقًا بمقعد في الجمعية الوطنية في الإكوادور للفترة 2009-2013.
دخلت السياسة عام 2004 كأحد مؤسسي حركة "تمزق 25"، وهي حركة يسارية سياسية شاركت في الاحتجاجات التي أطاحت بالرئيس آنذاك لوسيو جوتيريز. بعد ذلك بعامين دعم تمزق 25 رافائيل كوريا في محاولته الناجحة ليصبح رئيس الإكوادور في الانتخابات العامة الإكوادورية عام 2006.
قطعت المجموعة تحالفها مع كوريا في عام 2010 بعد أن اتخذ إجراءات اعتبروها استبدادية. شاركت رومو على طول تمزق 25 في الانتخابات العامة لعام 2013 ضد كوريا، لكنها لم تحتفظ بمقعدها.
اختار الرئيس مورينو رومو وزيرا للداخلية في الإكوادور في 31 أغسطس 2018.
في 24 نوفمبر وافق المجلس الوطني بأغلبية 104 أصوات إيجابية على اقتراح لومها وعزلها لسماحها بتدخل الشرطة القاسي ضد المتظاهرين في أكتوبر من العام الماضي. كما اتُهمت بالسماح للشرطة باستخدام عبوات الغاز المسيل للدموع منتهية الصلاحية التي عرضت حياة الناس للخطر خلال 11 يومًا من الاحتجاجات المناهضة للحكومة في كيتو بسبب قيام الرئيس لينين مورينو بإلغاء دعم الوقود في 16 أكتوبر 2019 والسياسات الاقتصادية الأخرى في محاولة للحصول على قرض من صندوق النقد الدولي.